# Рошиори (Бихор)
Рошиори (рум. Roșiori) насеље је у Румунији у округу Бихор у општини Рошиори. Oпштина се налази на надморској висини од 112 m.

## Становништво
Према подацима из 2002. године у насељу је живело 1324 становника.

### Попис2002.
| Расподела становништва по националности 2002.‍ | Расподела становништва по националности 2002.‍ | Расподела становништва по националности 2002.‍ | Расподела становништва по националности 2002.‍ | Расподела становништва по националности 2002.‍ |
| --------------------------------------------- | --------------------------------------------- | --------------------------------------------- | --------------------------------------------- | --------------------------------------------- |
|                                               |                                               |                                               |                                               |                                               |
| Румуни                                        | Румуни                                        |                                               | 108                                           | 8,2%                                          |
| Мађари                                        | Мађари                                        |                                               | 1.047                                         | 79,3%                                         |
| Роми                                          | Роми                                          |                                               | 166                                           | 12,6%                                         |